# Винодельческая промышленность
Винодельческая промышленность — отрасль пищевой промышленности, производящая вина и другие алкогольные напитки из винограда.

## История
Виноградарство и виноделие известно с древнейших веков, но только с началом промышленной революции была создана винодельческая промышленность, которую с изменениями мы видим сейчас.

## Структура винодельческой промышленности
Винодельческая промышленность —многоструктурная система. Первым звеном в цепи является сбор сырья и его доставка на завод.
Существуют заводы первичной переработки и вторичной. На заводе первичной переработки происходит

## Винодельческая промышленность в СССР
СССР был одним из центров мировой винодельческой промышленности.

### Основные центры
АзССР, МССР, ГССР, УССР, РСФСР, АрССР.

### Торговля с другими странами
Многие вина из СССР экспортировались за границу, где некоторые из них получали высокие оценки на конкурсах.

## Развитие в XXI веке
Прибыль французских производителей шампанского в 2007 году перевалила за 4 миллиарда евро и продолжает тенденцию роста.
Франция является единственным официальным производителем шампанского и коньяка в мире, поскольку представители этой страны добились международной регистрации торговых марок «Champagne» и «Cognac» как исключительной монополии Франции.
В последнее время появилась тенденция выращивания в странах, где никогда не было винодельческой промышленности, виноградников
энтузиастами, что со временем является фундаментам для создания такой промышленности.
Исследований на влияние изменений климата на виноградарство и виноделие не проводилось.
Винодельческая промышленность, несмотря на развитие науки, всё ещё сильно зависит от природных и погодных условий.